# Krishnarajapura
Krishnarajapura là một thị xã và là nơi đặt hội đồng thành phố của quận Bangalore thuộc bang Karnataka, Ấn Độ.

## Nhân khẩu
Theo điều tra dân số năm 2001 của Ấn Độ, Krishnarajapura có dân số 187.453 người. Phái nam chiếm 52% tổng số dân và phái nữ chiếm 48%. Krishnarajapura có tỷ lệ 78% biết đọc biết viết, cao hơn tỷ lệ trung bình toàn quốc là 59,5%: tỷ lệ cho phái nam là 83%, và tỷ lệ cho phái nữ là 71%. Tại Krishnarajapura, 11% dân số nhỏ hơn 6 tuổi.